# Yzabel Dzisky
Yzabel Dzisky est une réalisatrice et actrice française née le 10 février 1971 à Paris.

## Filmographie

### Actrice
- 2003 : Sept Ans de mariage, film de Didier Bourdon
- 2003 : Navarro - ép. :  Voleurs sans défense   (série télévisée)
- 1999 : Les Cordier, juge et flic – ép. : Trahie par les siens  (série télévisée)
- 1997 : La Petite maman, téléfilm de Patrice Martineau
- 1995 : Départementale 968, un court-métrage de Pierre-Yves Touzot

### Réalisatrice
- 2001 : Tapis : avec Didier Bourdon, Patrick Guillemin, Edgar Givry, Yzabel Dzisky (court-métrage)
- 2004 :  Les Mythes urbains - ép. : – À tout prendre (série TV) avec  Omar Shariff, Christian Vadim, Claire Keim.
- 2007 : Rencontre Enigmatique : avec Christian Vadim, Mélanie Decroix. (court-métrage)
- 2008 : Un bus nommé Désir : avec Clément Thomas, Yzabel Dzisky (court-métrage)